# Carl Zuckmayer
Carl Zuckmayer (27. prosince 1896, Nackenheim, Porýní-Falc – 18. ledna 1977, Visp, Valais) byl německý dramatik, spisovatel.

## Život a dílo
Od roku 1900 žil v Mohuči. Po první světové válce studoval ve Frankfurtu nad Mohanem a Heidelbergu práva, dějiny literatury a sociologii.

### Publikační činnost (výběr)
Jeho odkazem se zabývá 'Společnost Carla Zuckmayera', založená roku 1972 v německé Mohuči.
- Als wär's es ein Stück von mir (Autobiographie)
- Des Teufels General (Drama)

### České překlady
Jeho nejslavnější[zdroj?] divadelní hra, Ďáblův generál, pojednávající o Ernstu Udetovi, nebyla k roku 2016 dle databáze NK ČR dosud přeložena do češtiny.
- Hejtman z Kopniku: Německá pohádka o 3 dějstvích (orig. 'Der Hauptmann von Köpenick'). 1. vyd. Praha: Dilia, 1980. 98 S. Překlad: Jiří Stach.
- Veselý vinohrad: Veselohra o 3 dějstvích (orig. 'Der fröhliche Weinberg'). Praha : Dilia, 1972. 80 S. Překlad: Jiří Stach
- Masopustní zpověď (orig. 'Fastnachtsberichte'). 1. vyd. Praha: Odeon, 1971. 177 S. Překlad: Jaromír Povejšil